# ویات
ویات (انگلیسی: Viatkogorgon) یک سرده از کلاد زشت‌سیمایان است. ویات گروهی از پستانداران ساقه‌خوار گوشتخوار با دندان‌های شمشیری بودند که در پایان دوره پرمین ناپدید شدند.